# Arquitectura transformable
Arquitectura transformable tiene como objetivo principal la adaptación y el cambio a las necesidades del usuario. Posición contraria a la arquitectura tradicional, que en mayor medida se encuentra fija o estática hacia las necesidades del hombre. Así pues, la arquitectura transformable se rediseña con el tiempo ya que posee factores que la permiten aumentar, quitar, variar partes de ella, manteniendo la estructura en constante servicio.
Constant escribió a cerca de su propuesta New Babylon:
“El gran juego está aún por llegar: todos los elementos estáticos e inmutables deben ser evitados, mientras el carácter variable inmutable de los elementos arquitectónicos constituye el requisito previo para relaciones flexibles con las acciones que tienen lugar en su interior.”
Podemos clasificar las arquitecturas transformables en tres categorías:

## Mobiliario y espacios interiores
El segundo tipo de arquitectura transformable hace referencia a los objetos que con una misma forma permiten diversos usos. Estos no son perceptibles a primera vista, es más, se activan cuando el usuario decide hacer un uso distinto de ellos, encontramos en este grupo los sofás-cama y las lámparas-sillón, entre otros.

### Antecedentes

#### Casa E-1027

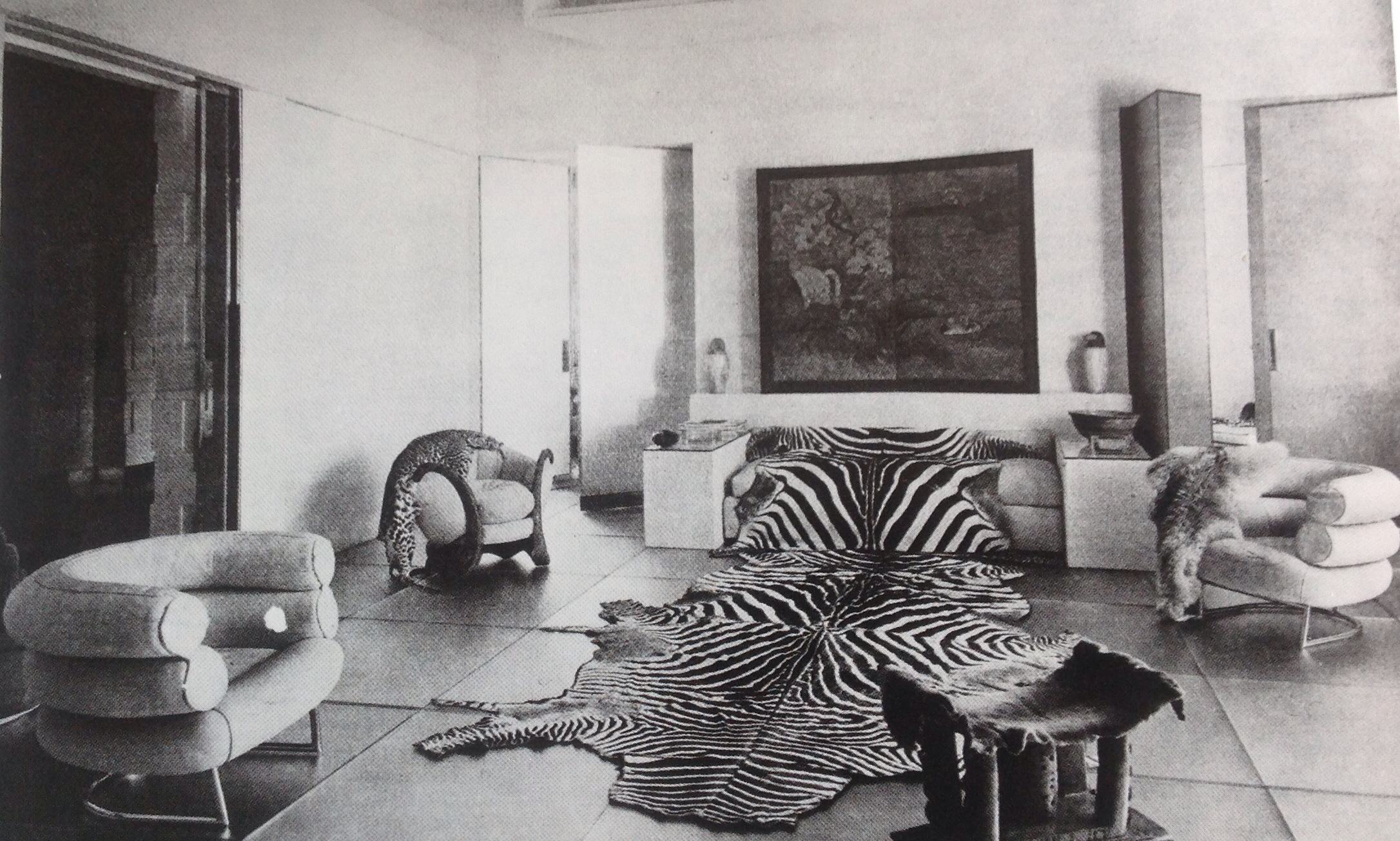
Interior Casa E-1027

Vivienda unifamiliar diseñada por la arquitecta Eileen Gray en 1929. Gray creó una casa con un diseño abierto y flexible, que permite al usuario experimentar el espacio de la vida como un todo orgánico que engloba al propio ser, a la casa y al entorno exterior. Al mismo tiempo, sus diseños permiten al usuario mantener una sensación de intimidad y privacidad. Con E-1027 Gray hizo una contribución singular y fundamental hacia la arquitectura moderna.
La casa era pequeña y fue diseñada como un espacio sencillo en donde todo fuera eficaz. Con novedosos armarios empotrados aprovechando los espacios muertos. Destacaba el gran salón abierto que a su vez podía hacer de alcoba para dormir. Era un espacio donde los propios muebles eran parte de la arquitectura de la casa. Gray diseñó hasta el último de los detalles de la casa dando a todo una conformidad como no se había hecho antes.
Algunos de los muebles diseñados por la arquitecta Eileen Gray para esta vivienda son: 

##### Mesa e.1027

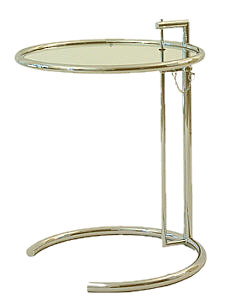
Mesa E-1027

Se trata de una mesa auxiliar diseñada en 1929 y fabricada exclusivamente mediante vidrio y acero tubular, materiales que poseen alta durabilidad. Así, mediante el empleo de acero tubular busca huir de las cuatro patas tradicionales, al igual que hizo Marcel Breuer en sus diseños. Su altura es ajustable, todo un ejemplo de funcionalidad. Fue concebida originalmente como mesilla de noche, su curiosa forma la hace apta para desayunar en la cama, pero además se puede emplear como mesita auxiliar de comedor. Es un icono del diseño del siglo XX.

##### Mesa de té “Rivoli”
Diseñada por la arquitecta Eileen Gray, se trata de una mesa de plegable y dos bandejas giratorias de acero cromado. Se trata de una versátil pieza de mobiliario ligero para la casa e.1027.

#### Casa Rietveld Schröder

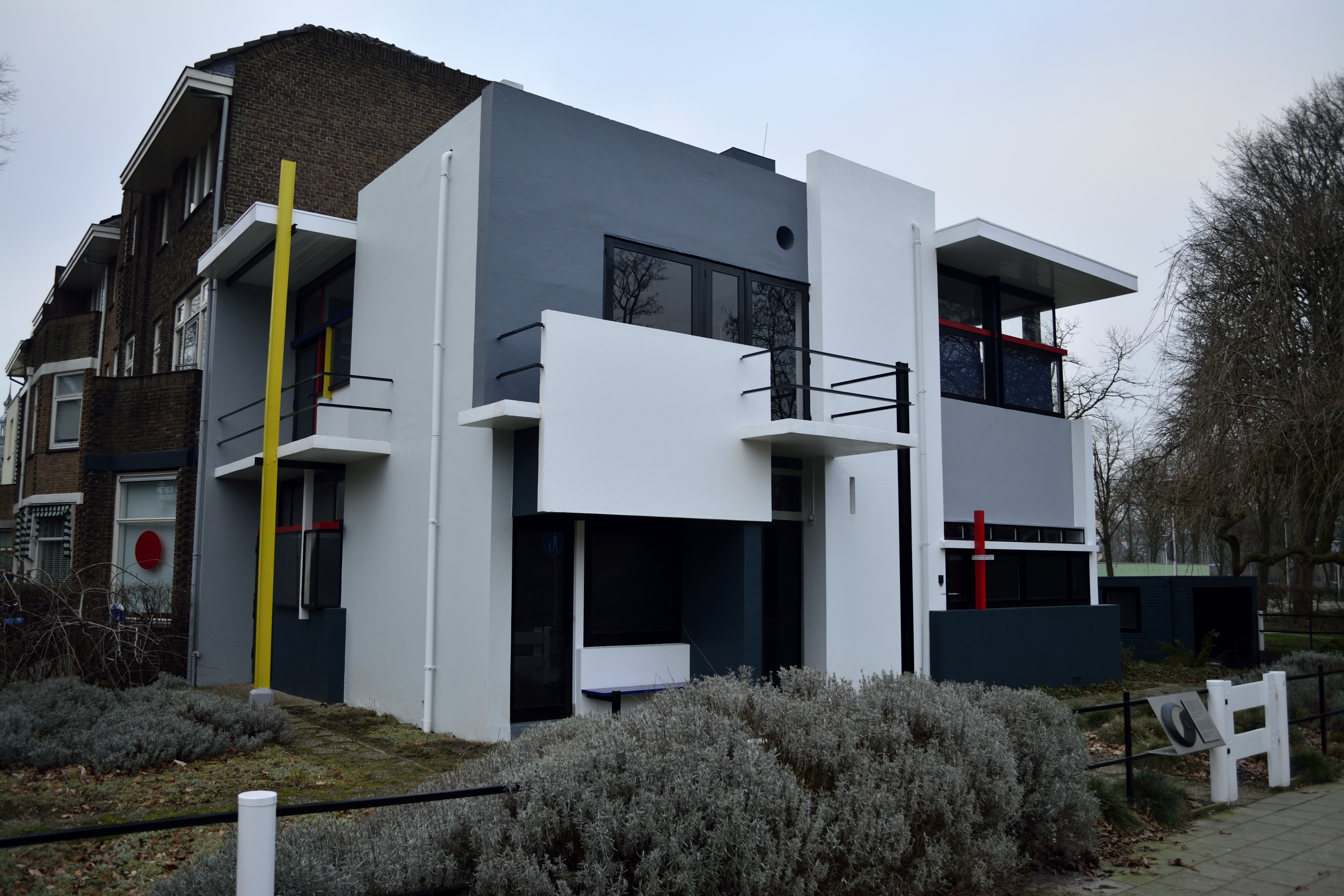
Exterior Casa Rietveld

Una de las arquitecturas transformables predecesoras es sin duda la Casa Rietveld Schröder, diseñada y construida en 1924 por Gerrit Rietveld y Truus Schröder-Schrader, quien encargó el proyecto para lo que fue su residencia, y la de sus tres hijos. El requisito principal era un diseño preferiblemente sin paredes.
La Casa de Rietveld Schröder constituye tanto en su interior como en su exterior, una ruptura radical con toda la arquitectura anterior. En su interior no hay una acumulación estática de las habitaciones, sino una dinámica y cambiante zona abierta. A su vez, las fachadas se diluyen configurándose como un conjunto de planos perpendiculares entre sí, dotados de un alto carácter plástico.

### Ejemplos actuales.
Otras arquitecturas actuales que siguen el modelo de Eileen Gray serían la casa All I Own House Yolanda’s House y la Casa MJE diseñadas por ENORME STUDIO.

## Edificios transformables
La segunda categoría trata sobre la escala del edificio. En este encontraríamos salas o edificios adaptables para alojar distintas. El espacio transformable contempla: proyección de futuro, adaptabilidad, flexibilidad y funcionalidad. Para llevar a cabo esta acción es necesario diseñar espacios de planta libre, e introducir en este el diseño modular. Además, se considera necesario plantear circulaciones claras y tener estipulado la alternabilidad de los espacios. Es recomendable que los espacios adaptables se construyan a base de elementos móviles para que puedan adaptarse a los nuevos cambios del usuario. Estos elementos pueden ser muros, pavimentos y techos.

### Arquitectura POP-UP
Dentro de las salas o edificios transformables encontraríamos la arquitectura POP-UP, como son los ejemplos de POP UP retail, un espacio de comercio efímero situado en lugares emblemáticos de tu ciudad.  Se trata de módulos de contenedor transportables y transformables que pueden ser construidos con gran facilidad y en poco tiempo.

#### Pabellón Cocobello
Cocobello es un módulo de contenedor transportable y transformable que puede ser construido con gran facilidad y en poco tiempo. Puede ser utilizado como oficina, pabellón expositivo, etc. Fue diseñado por el arquitecto Peter Haimerl entre los años 2003 y 2008.
El volumen superior es transparente en dos de sus lados y se encuentra equipado con iluminación LED. Por la noche adquiere la imagen de una caja de luz. Es posible variar el color del pabellón dependiendo de las necesidades del cliente.

### Arquitectura plegable
Las arquitecturas plegables, se caracterizan por ser el resultado de una composición a base de formas planas que en conjunto se unen y forman una estructura tridimensional. Las formas planas pueden ser triángulos, rombos, trapecios, etc. se unen unas a otras en sus aristas conformando ángulos diedros que permiten su estabilidad.
En la actualidad se pueden generar distintos pliegues no solo sobre la base de la experimentación en papel o cartón, sino también mediante programas de diseño por ordenador, los cuales permiten modelar estructuras más complejas, donde se puede simular sus variaciones o movimientos si es que se les aplican fuerzas en un sentido u otro.

### Arquitectura de cartón
Arquitectura de diversa escala construidas a base de cartón, mediante la ejecución de pliegues en el cartón, el ensamblaje de piezas o la construcción a partir de tubos cilíndricos de cartón. A pesar de que no se trate de un material con un uso masivo en la construcción, puede ser muy apropiado, sobre todo en el caso de arquitecturas efímeras, debido a su reducido coste, peso, facilidad de transporte, aceptable comportamiento térmico y facilidad de reciclaje.
En el campo de la arquitectura efímera, Guy Rottier realiza una arquitectura basada en la reutilización de materiales y defiende que en el caso de las construcciones temporales o efímeras no resulta rentable realizar inversiones comparables a las de la arquitectura más convencional. Trabaja sobre todo en el ámbito de la arquitectura de emergencia y viviendas temporales.

#### Le Village en Carton
Se trata de un proyecto para la construcción de una villa temporal de vacaciones construida usando el cartón como material principal. Las distintas viviendas que formarían el conjunto tendrían una vida útil de tres meses y al final de su vida serían quemadas tras el final de las vacaciones. 
El diseño de las células habitacionales se basa en un plano de cartón continuo que conforma el cerramiento de la fachada y al curvarse genera los distintos espacios interiores de ésta sin necesidad de puertas y ventanas. El diseño de la cubierta corre a cargo de los usuarios (formando parte activa del diseño de la vivienda) siendo ésta sustentada mediante una estructura aérea de cables, apoyados sobre soportes tubulares de cartón compacto.

### Arquitectura modular

Maqueta Casa Zip-Up

La arquitectura modular es un tipo de arquitectura efímera que se formaliza mediante la agregación o sustracción de diversos módulos que encajan entre sí, permitiendo la generación de espacios de mayor o menor tamaño. Esto permite variar las funciones y el carácter del espacio interior, a la vez que adaptarse a las necesidades de un momento determinado. 

#### Casa Zip-Up
Un ejemplo de arquitectura modular sería la “Casa Zip-Up” diseñado por Richard Rogers en 1969. El nombre “Zip-up” deriva del uso de un sistema de paneles de cubierta y muros fabricado en serie, que permite un ensamblado rápido en “anillos” utilizando cierres de neopreno y ofrece vanos estructurales diáfanos de hasta 9 metros. Al carecer de divisiones internas fijas, se puede alterar a voluntad del usuario la disposición del contenedor básico y ampliar la casa mediante la incorporación de una sección adicional.